# Mosta
Mosta je město ležící přibližně uprostřed ostrova Malta v Severním regionu, cca 9 km severozápadně od hlavního města Valletty. Má kolem 22 000 obyvatel.

## Historie
Mosta patří bezpochyby k nejstarším osídleným místům na ostrově. Archeologické nálezy dokládají osídlení již v prehistorických dobách.

## Památky
Nejvýznačnější památkou města je Rotunda Santa Marija Assunta (často nazývána Mosta Dome – Mostský chrám) z let 1833 až 1871 (zcela dokončena byla však až kolem roku 1930). Z důvodu úspory finančních prostředků byla kopule zřízena bez použití lešení. Svým průměrem 37 metrů je počítána k největším v Evropě. K inventáři kostela patří replika bomby, která připomíná událost z 9. dubna 1942, kdy během bohoslužby na kostel dopadla německá bomba, prorazila kopuli, ale nevybuchla.

## Reference

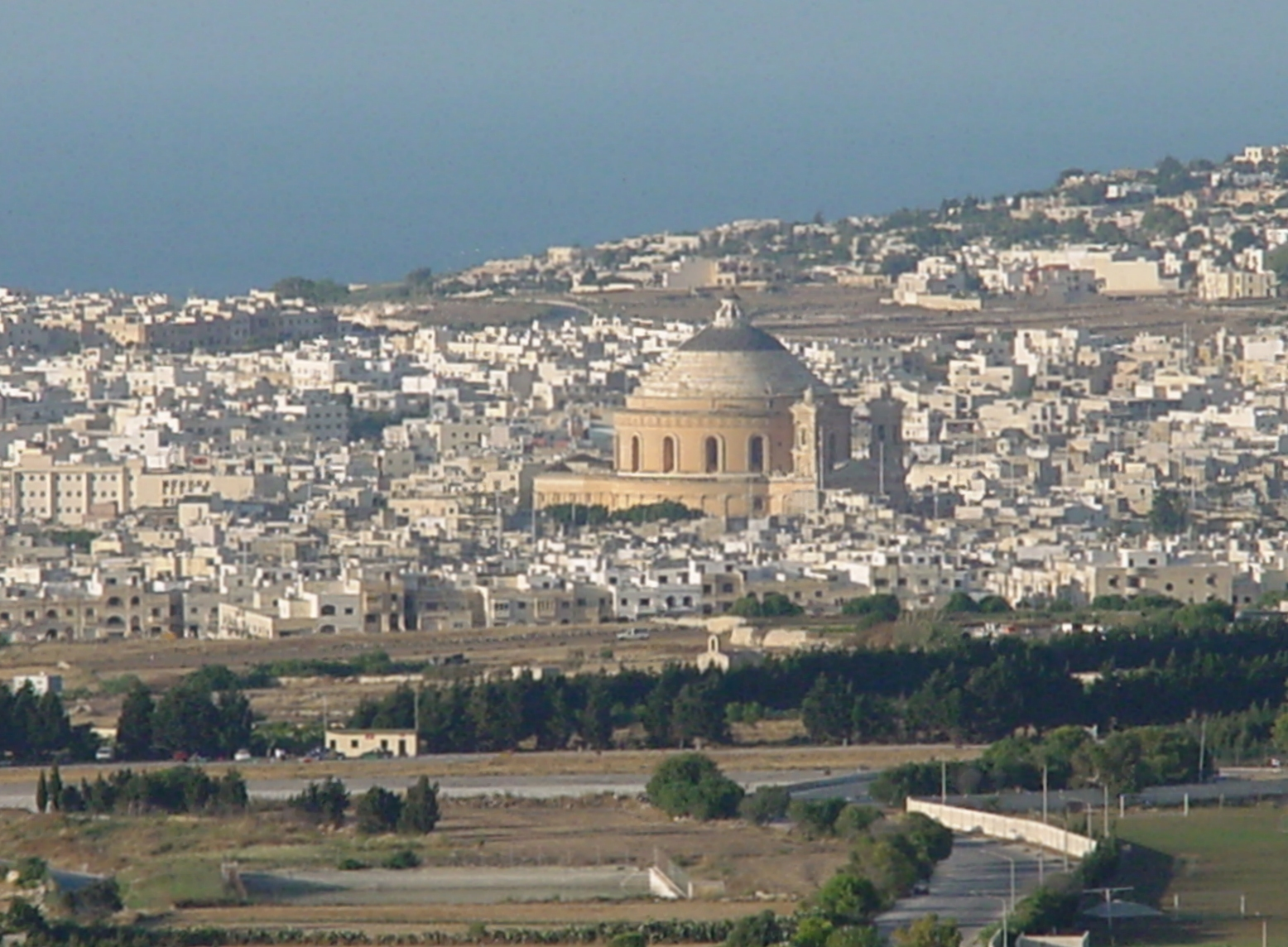
Mosta (2000)